# CFAP20
CFAP20 (англ. Cilia and flagella associated protein 20) – білок, який кодується однойменним геном, розташованим у людей на 16-й хромосомі. Довжина поліпептидного ланцюга білка становить 193 амінокислот, а молекулярна маса — 22 774.
| 10         |  | 20         |  | 30         |  | 40         |  | 50         |
| ---------- |  | ---------- |  | ---------- |  | ---------- |  | ---------- |
| MFKNTFQSGF |  | LSILYSIGSK |  | PLQIWDKKVR |  | NGHIKRITDN |  | DIQSLVLEIE |
| GTNVSTTYIT |  | CPADPKKTLG |  | IKLPFLVMII |  | KNLKKYFTFE |  | VQVLDDKNVR |
| RRFRASNYQS |  | TTRVKPFICT |  | MPMRLDDGWN |  | QIQFNLLDFT |  | RRAYGTNYIE |
| TLRVQIHANC |  | RIRRVYFSDR |  | LYSEDELPAE |  | FKLYLPVQNK |  | AKQ        |

A: Аланін

C: Цистеїн

D: Аспарагінова кислота

E: Глутамінова кислота

F: Фенілаланін

G: Гліцин

H: Гістидин

I: Ізолейцин

K: Лізин

L: Лейцин

M: Метіонін

N: Аспарагін

P: Пролін

Q: Глутамін

R: Аргінін

S: Серин

T: Треонін

V: Валін

W: Триптофан

Локалізований у цитоплазмі, цитоскелеті, ядрі, клітинних відростках, війках.